# کریسمس سفید (ترانه)
«کریسمس سفید» ترانه‌ای مربوط به کریسمس سفید اثر ایروینگ برلین است که در سال ۱۹۴۲ منتشر شد. نسخهٔ دیگر این ترانه اثر بینگ کرازبی پرفروش‌ترین تک‌آهنگ جهان با فروش تقریبی ۵۰ میلیون نسخه به‌شمار می‌رود. مجموع فروش تمامی نسخه‌ها نیز به بیش از ۱۰۰ میلیون می‌رسد.